# Distrito electoral de Nelson (condado de Nuckolls, Nebraska)
Nelson (en inglés: Nelson Precinct) es un distrito electoral ubicado en el condado de Nuckolls en el estado estadounidense de Nebraska. En el Censo de 2010 tenía una población de 877 habitantes y una densidad poblacional de 1,88 personas por km².

## Geografía
Nelson se encuentra ubicado en las coordenadas 40°12′10″N 98°3′33″O / 40.20278, -98.05917. Según la Oficina del Censo de los Estados Unidos, Nelson tiene una superficie total de 467.67 km², de la cual 466.91 km² corresponden a tierra firme y (0.16%) 0.76 km² es agua.

## Demografía
Según el censo de 2010, había 877 personas residiendo en Nelson. La densidad de población era de 1,88 hab./km². De los 877 habitantes, Nelson estaba compuesto por el 96.35% blancos, el 0% eran afroamericanos, el 0% eran amerindios, el 0% eran asiáticos, el 0% eran isleños del Pacífico, el 1.71% eran de otras razas y el 1.94% pertenecían a dos o más razas. Del total de la población el 3.42% eran hispanos o latinos de cualquier raza.